# نیروی زمینی سلطنتی دانمارک
ارتش پادشاهی دانمارک (دانمارکی: Hæren) نیروی زمینی زیرمجموعه نیروهای دفاعی دانمارک است، که در سال ۱۶۱۴ تأسیس شد.